# Leah Neale
Pour les articles homonymes, voir Neale.
Leah Neale est une nageuse australienne née le 1er août 1995 à Ipswich. Elle remporte la médaille d'argent du relais 4 × 200 mètres nage libre aux Jeux olympiques d'été de 2016 à Rio de Janeiro avec Emma McKeon, Bronte Barratt et Tamsin Cook.

## Palmarès

### Championnats du monde en grand bassin
- Championnats du monde 2017 à Budapest :
  -  Médaille de bronze du relais 4 × 200 m nage libre (participe uniquement aux séries).
- Championnats du monde 2019 à Gwangju :
  -  Médaille d'or du relais 4 × 200 m nage libre (participe uniquement aux séries).
- Championnats du monde 2022 à Budapest :
  -  Médaille d'or du relais 4 × 100 m nage libre (participe uniquement aux séries).
  -  Médaille d'or du relais 4 × 100 m nage libre mixte (participe uniquement aux séries).
  -  Médaille d'argent du relais 4 × 200 m nage libre.